# Martirano (Italia)
Martirano (Marturànu in calabrese) è un comune italiano di 802 abitanti della provincia di Catanzaro in Calabria. Dal 1907 è chiamato anche Martirano Antico per distinguerlo da Martirano Lombardo. È situato a 381 metri s.l.m., sulla sommità di un poggio che si affaccia sulla bassa valle del fiume Savuto.

## Origini del nome
L'etimologia di Martirano viene associata a Marte ed ai Mamertini. Si vuole che Martirano corrisponda all'antica Mamertum. Nei documenti scritti fino al XIX secolo, Martirano è chiamato anche Martorano; in quelli successivi al 1907, anno di fondazione di Martirano Lombardo (o Martirano Nuovo), Martirano è chiamato anche Martirano Antico.

## Storia

### Età medievale
Le più antiche fonti documentarie su Martirano risalgono al medioevo. Martirano fu contea sotto i Normanni; il suo territorio si estendeva anche su territori appartenenti agli odierni comuni di Martirano Lombardo, Conflenti, Motta Santa Lucia, Decollatura e alla frazione Mannelli Sottani di Soveria Mannelli. Rimase a lungo sotto il governo della famiglia Sanseverino.
A Martirano fu imprigionato l'infelice Enrico VII di Hohenstaufen, morto nel 1242 suicida per essersi gettato da cavallo mentre attraversava l'alta rupe su cui poggia la cittadina. La pericolosa erta fu causa della morte anche della regina Isabella d'Aragona (1247-1271), caduta da cavallo mentre attraversava il Savuto di ritorno dall'ottava crociata con il marito Filippo III di Francia.
Martirano fu bagliva sotto gli Angioini, e pertanto poteva essere venduta all'asta ogni anno; nel 1464 fu reintegrata al demanio di Cosenza, governata dapprima da Martin Giovanni Scassera e, dopo il 1481, dal genero di quest'ultimo, Andrea de Gennaro. Nel 1496 Federico d'Aragona trasformò la bagliva di Martirano in feudo nobile assegnandolo alla famiglia de Gennaro col titolo di Conte; la contea fu poi portata in dote nel 1578 da una figlia di Scipione de Gennaro a Carlo d'Aquino, principe di Castiglione. Rimase proprietà dei conti d'Aquino fino alla fine della feudalità, nel 1806.

### La diocesi di Martirano
Martirano fu sede vescovile dall'età medievale fino all'età napoleonica: secondo l'erudito Gaetano Moroni, il primo vescovo sarebbe stato un Reparato, che avrebbe assistito al Concilio Lateranense del 649. I documenti affidabili sulla diocesi Martirano risalgono tuttavia solo all'XI secolo quando la diocesi di Martirano venne indicata come suffraganea di Cosenza. L'ultimo vescovo fu Francesco Antonio Grillo, nominato nel 1792. In applicazione del concordato tra i Borboni e la Santa Sede, con la bolla De Utiliori del 5 luglio 1818 la Diocesi fu soppressa e aggregata in perpetuo a quella di Nicastro.
Le Relazioni ad limina apostolorum dei vescovi di Martirano, raccolte in un volume, costituiscono una notevole fonte di informazioni sulla storia delle località del Reventino e della Valle del Savuto. Delle 39 relazioni pubblicate, la più antica è quella, del 1590, del vescovo Mariano Pierbenedetti da Camerino (vescovo fra il 1577 e il 1591). Le prime relazioni sono alquanto vaghe, diventano più lunghe dopo le disposizioni del papa Innocenzo XI (1666-1685) sulla loro diligente compilazione. Due relazioni (del 1639 e del 1643) sono di Mons. Luca Cellesi, il quale relazionò sul tremendo terremoto del 27 marzo 1638 nel corso del quale la cattedrale, dedicata a Santa Maria Assunta, fu distrutta e lo stesso vescovo, ferito, dovette trasferirsi a Pedivigliano, una relazione ciascuna di Mons. Veraldi (1699), Mons. Nicola Righetti (1707), Mons. Falcone (1736) e Mons. Bernardino de Bernardis (1744). Tre relazioni sono del vescovo Giacomo Maria de Tarsia (negli anni 1773, 1777, 1791). L'ultima relazione, redatta nel 1795, è dell'ultimo vescovo di Martirano, Francesco Antonio Grillo.

### Età moderna
Nel 1818 Martirano passò dalla provincia della Calabria Citeriore a quella della Calabria Ultra seconda. Quello stesso anno la Diocesi di Martirano, peraltro vacante dal 1804, fu soppressa e unita in perpetuo alla Diocesi di Nicastro.

Martirano, danni del terremoto dell'8 settembre 1905

Il violento terremoto dell'8 settembre 1905 comportò gravissimi danni; crollarono, fra l'altro, la cattedrale e l'antico palazzo vescovile. Con l'aiuto di un Comitato milanese di soccorso, presieduto dal sen. Ettore Ponti, sindaco di Milano, venne prospettata la costruzione un nuovo centro urbano che avrebbe dovuto accogliere la popolazione superstite. Nessun aiuto economico venne invece stanziato per la ricostruzione del vecchio centro urbano che, secondo il progetto del Comitato milanese, avrebbe dovuto essere abbandonato. Il 23 ottobre 1907 venne inaugurato una nuova Martirano (o Martirano Nuovo) con abitazioni in grado di ospitare 206 famiglie; pertanto solo una parte della popolazione si trasferì nel nuovo Martirano. La distanza geografica fra i due Martirano, l'Antico e il Nuovo, si tramutò in una accesa rivalità fra i due centri. Nel 1929 il comune assunse la denominazione di "Martirano Lombardo", in segno di riconoscenza per la regione che aveva curato la ricostruzione del nuovo abitato. Il cambio del nome e lo spostamento della sede comunale da Martirano Antico a Martirano Nuovo provocò, da parte degli abitanti del vecchio centro urbano, una rivolta popolare che culminò nell'incendio del municipio (17 novembre 1929) con conseguente distruzione dell'archivio comunale ricco di importanti documenti storici. I continui dissidi fra le due località furono risolti infine soltanto nel dopoguerra allorché, con legge n. 1348 del 13 dicembre 1956 il Parlamento italiano eresse a comune, separandolo da quello di Martirano Lombardo, Martirano Antico che dal 1º gennaio 1957 ridiventò comune autonomo assumendo l'antico nome di "Martirano".

## Società

### Evoluzione demografica
Abitanti censiti

## Amministrazione
- Classificazione climatica: zona D, 1549 GR/G